# Округ Монро (Мичиген)
Округ Монро (енгл. Monroe County) је округ у америчкој савезној држави Мичиген.

## Демографија
По попису из 2010. године број становника је 152.021, што је 6.076 (4,2%) становника више него 2000. године.
| Група             | 2000.           | 2010.           |
| Белци             | 137.391 (94,1%) | 140.609 (92,5%) |
| Афроамериканци    | 2.766 (1,9%)    | 3.237 (2,1%)    |
| Азијати           | 679 (0,5%)      | 842 (0,6%)      |
| Хиспаноамериканци | 3.110 (2,1%)    | 4.667 (3,1%)    |
| Укупно            | 145.945         | 152.021         |